# Beredskab Øst
Beredskab Øst er navnet på brandvæsenet i kommunerne Ballerup, Gentofte, Gladsaxe, Herlev og Lyngby-Taarbæk, der til sammen tæller 300.000 indbyggere. Det blev etableret pr. 1. januar 2016.

## Historie og baggrund
Beredskab Øst blev dannet som en del af regeringens initiativ til at samle og effektivisere redningsberedskaberne i Danmark. Baggrunden var økonomiske overvejelser og behovet for at skabe ensartede serviceniveauer på tværs af kommunegrænserne.
Beredskab Øst er organiseret som et fælleskommunalt selskab i henhold til § 60 i den kommunale styrelseslov. Selskabet ledes overordnet af en beredskabskommission bestående af borgmestrene fra de fem kommuner samt politidirektørerne for Nordsjællands Politi og Vestegnens Politi. Beredskabschefen fungerer som sekretær for beredskabskommissionen. Organisationen har en flad struktur bestående af ét ledelseslag, en administration og en samlet forebyggende og operativ afdeling. Beredskab Øst beskæftiger i øjeblikket 29 fuldtidsansatte medarbejdere, hvoraf 25 arbejder i den forebyggende og operative afdeling.

## Opgaver og funktioner
Beredskab Øst udfører en række vigtige opgaver, herunder myndigheds- og tilsynsarbejde samt operative indsatser. Myndighedsarbejdet omfatter tilsyn med virksomheder, institutioner og forsamlingslokaler for at sikre overholdelse af lovgivningens krav om brandsikkerhed. De mest kendte opgaver er dog de operative, hvor beredskabet står for indsatsledelse ved brande, rednings- og akutte miljøopgaver i de fem kommuner. Derudover er Beredskab Øst ansvarlig for udarbejdelse af beredskabsplaner, der sikrer en hurtig og effektiv indsats i forbindelse med ulykker og katastrofer.

## Stationer
Beredskab Øst har følgende stationer:
- Station Ballerup
  - Adresse: Gl. Rådhusvej 86, 2750 Ballerup

- Station Gentofte
  - Adresse: Bernstorffsvej 159, 2920 Charlottenlund

- Station Gladsaxe (Tidligere Gladsaxe Brandvæsen)
  - Adresse: Vandtårnsvej 59, 2860 Søborg

- Station Lyngby
  - Adresse: Høstvej 12-14, 2800 Kgs. Lyngby

## Køretøjer
Station Ballerup:
- Drejestige S1
- Følgeskadekøretøj F1
- Indsatsledervogn P1
- Indsatsledervogn P2
- Kemikalieberedskab I1
- Personvogn P60
- Personvogn P61
- Redningskran K1
- Tanksprøjte M1
- Tanksprøjte M2
- Vandtankvogn V1
- Vandtankvogn V2

Station Gentofte:
- Container CON1
- Redningskran K1
- Drejestige S1
- Følgeskadekøretøj F1
- Personvogn P70
- Redningsbåd SAR GT
- Tanksprøjte M1
- Robot

Station Gladsaxe:
- ATV A1
- Autosprøjte M2
- Drejestige S1
- Følgeskadekøretøj F1
- Indsatsledervogn P1
- Ledelsesstøtte P2
- Logistikvogn L1
- Lysgiraf E2
- Personvogn P80
- Personvogn P81
- Personvogn P82
- Redningsvogn R1
- Robot E3
- Tanksprøjte M1
- Vandtankvogn V1
- Varevogn P4

Station Lyngby:
- Drejestige S1
- Følgeskadekøretøj F1
- Indsatsledervogn P1
- Indsatsledervogn P2
- Personvogn P90
- Påhængspumpe E1
- Redningsbåd EB1
- Slangetender T1
- Slangetender T2
- Tanksprøjte M1
- Tanksprøjte M2
- Vandtankvogn V1

## Eksterne links
- Beredskab Østs officielle hjemmeside